# Jugowska
Die Jugowska (bulgarisch: Юговска река) ist ein kleiner Fluss in Bulgarien. Er entspringt in den Rhodopen und mündet beim „Gasthaus Jugowo“ in die Tschaja.
Die Jugowska fließt durch die Stadt Laki, das Dorf Jugowo und die höchste Siedlung der Balkanhalbinsel, Manastir.